# Novokuznetsk stålverk
Novokuznetsk stålverk (ryska: Новокузнецкий металлургический комбинат) är ett stålverk i Ryssland. Det är beläget i  Novokuznetsk i Kemerovo oblast i sydvästra Sibirien. 

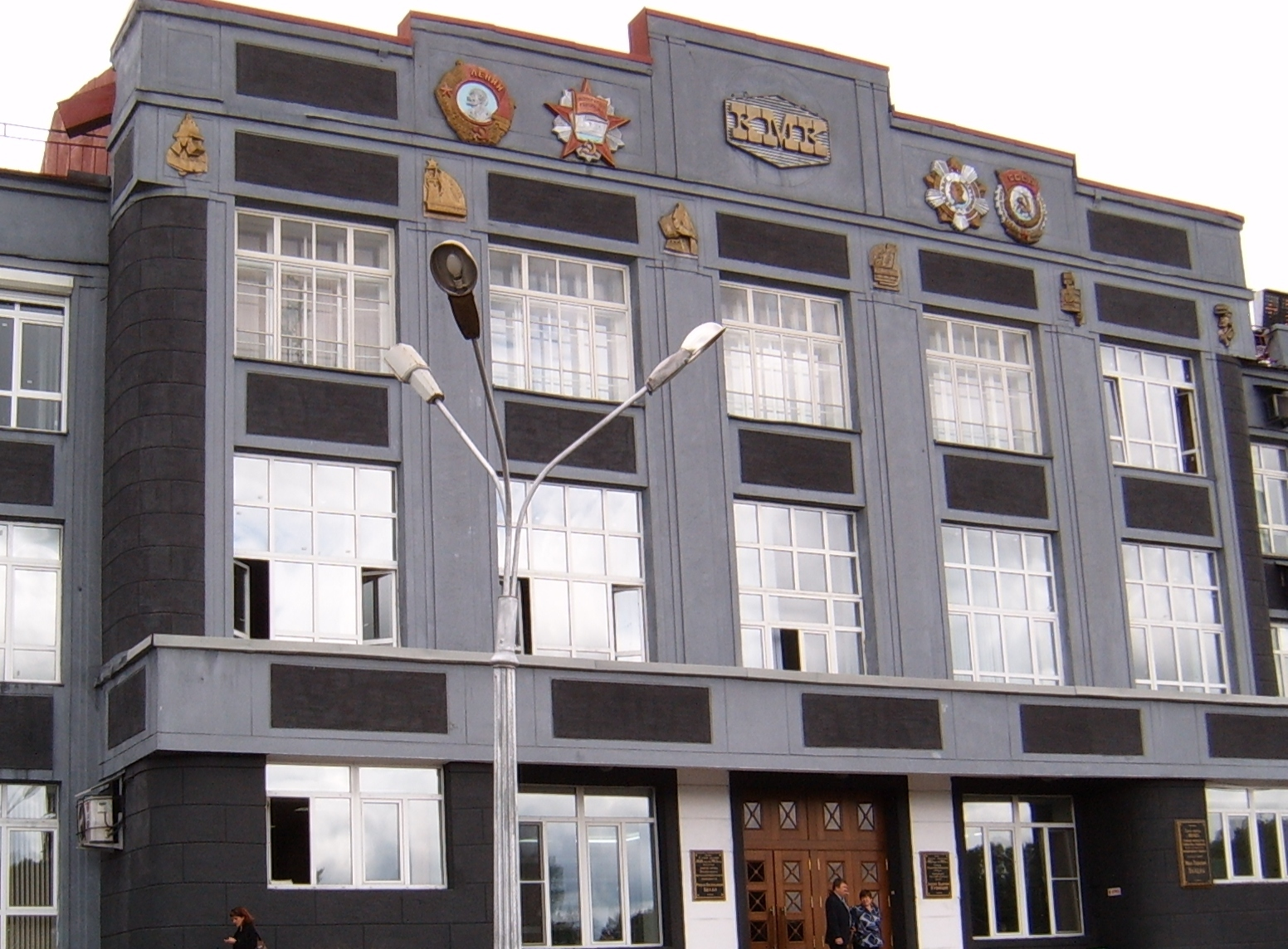
NKMK:s entre.

Företagsnamnet förkortas NKMK (ryska:НКМК). Företaget är specialiserat på produktion av järnvägsräls för transport på järnväg. NKMK är ett underföretag till Evraz Group, ett ledande ryskt stålföretag.